# シリコンドリフト検出器
シリコンドリフト検出器（シリコンドリフトけんしゅつき、Silicon Drift Detector、SDD）は、エネルギー分散型X線検出器(Energy Dispersive X-ray Detector)の一種であり、半導体検出器である。従来のシリコン半導体検出器(Si(Li)検出器)に比べ、同じエネルギー分解能で、高計数での処理が可能である。つまり、良いエネルギー分解能を維持したまま、多くのX線を計数することが可能である。さらに、ペルティエ素子での冷却による動作が可能であるため、液体窒素による冷却が必要ないので、検出器全体が小型かつ軽量である。
多くのX線を計数することが可能なため、エネルギー分散型X線分析に用いた場合、検出器に入力するX線量を増やすことによる分析時間の短縮や検出下限の向上が可能となる。
検出器のシリコン素子の受光面積を大きくしてもエネルギー分解能の劣化が小さいため、Mn Kα線のエネルギー分解能が130 eV以下の高エネルギー分解能の80 mm2や100 mm2以上の大口径SD検出器もある。そのため、高立体角化による高感度化が可能である。しかしながら、SD検出器はシリコン素子の厚さが、Si(Li)検出器に比べると薄いため、約15keV以上での検出感度が低下する。

## 動作原理
SDDは、高純度シリコンで作られており、リング状の電極を配置してある。その電極によって発生したドリフト電場によって、X線により発生した電荷が移動する。その移動した電荷は、小さな収集電極によって集められる。収集された電荷量は、入射したX線に比例しているため、X線のエネルギーを計測することができる。
古典的なSDDのデザインは、同心円状に電極があり、その中心に収集電極がある。収集電極は外部に配置したFETと接続しており、電荷（電流）を電圧に変換・増幅する。近年は、リング電極の中心にFETを配しており、エネルギー分解能が大幅に向上している。これは、収集電極とFET間の静電容量の減衰により、電気ノイズが激減したためである。他のデザインとして、収集電極とFETを照射エリア外に配しているものがある。
電気ノイズが少ないため、高分解能を維持したまま、X線一個あたりのエネルギー分別時間（時定数）を短くすることが可能である。よって、出力計数が100kcps以上での計数も可能である。